# シンゴナンサス属
シンゴナンサス属（Syngonanthus）はホシクサ科の1属であり、中南米及びアフリカに145種が分布する。

## 分布
アラバマ、アンゴラ、アルゼンチン北東部、ベリーズ、ボリビア、ブラジル北部、ブラジル北東部、ブラジル南部、ブラジル南東部、ブラジル西中部、ブルンジ、中央アフリカ共和国、コロンビア、コンゴ、コスタリカ、キューバ、ドミニカ共和国、エクアドル、エチオピア、フロリダ、ギニア仏領。ガボン、ジョージア、ギニア、ガイアナ、マダガスカル、マラウイ、メキシコ湾岸、メキシコ南東、モザンビーク、ナイジェリア、ノースカロライナ、北部州、パナマ、パラグアイ、ペルー、シエラレオネ、サウスカロライナ、スリナム、タンザニア、ウガンダ、ウルグアイ、ベネズエラ、ザンビア、ザイール、ジンバブエ

## 形態
一年生または多年生の陸生～水生植物。
葉は披針形で互生する。茎は短縮しロゼット状のものが多いが(カッピンドウラードなど)茎が伸長するものもある（トニナ (水草)など）。根は白色～褐色でスポンジ状のものが多いが、繊維質のものもある。
花は多数集合して頭花を作るものが多いが、一輪ずつ咲くものもある。頭花は葉腋から生じるものもあるが、集散花序を作る場合もある。花は3数性。基本的に単性花だが、稀に両生花もある。
雄花は長い花柄をもち、萼片の基部から基部1/3は合着する。花托は乳頭状。花弁は筒状となり,先端部で短く分葉する。雄蕊は花弁と融合するまたは独立し、葯は2室、4胞子嚢状。
雌花の花柄は雄花より短いことが多く、萼片は分離し花弁は萼片より短く、花弁は基部で離生するが、先端部1/3は合着し、先端で分かれる。柱頭は先端部で分岐しない。
種子表面は網目状である。

ホシクサ科の中では、3数性の花をもち雌花の花弁の基部と先端部がわかれること、雄花の花弁が筒状で葯が2室,4胞子嚢状であることにより特徴づけられる

## 利用
Syngonanthus nitensはカッピンドウラードとして利用される。Syngonanthus anomalusは水草のトニナ (水草)として扱われる。Syngonanthus chrysanthusは鉢花として流通する。複数種のSyngonanthus属がドライフラワーとして流通しているが、ハナホシクサComanthera elegansは現在Syngonanthus属ではなくComanthera属として扱われる。

## 近縁の属
雌花の花弁が中部で融合し、先端と基部で分かれる特徴はMesanthemum属及びComanthera属でもみられる。
Comanthera属は一時期Syngonanthus属に含まれていたが、現在では分子系統的にも区別され、形態的には雌花の花弁が萼片より長く、分かれた先端は細く伸び、種子表面は網目状とならず粗であることで区別される。